# Pista dibranchis
Pista dibranchis är en ringmaskart som beskrevs av Gibbs 1971. Pista dibranchis ingår i släktet Pista och familjen Terebellidae. Inga underarter finns listade i Catalogue of Life.